# Kaasgrabenkirche
La Kaasgrabenkirche, aussi connue sous le nom Wallfahrtskirche “Mariä Schmerzen”, est une église paroissiale de Vienne dévolue au culte catholique romain et située dans le quartier de Grinzing, arrondissement de Döbling.

## Histoire
L'église doit son nom à l'endroit où elle édifiée, d'anciens champs avec des sources d'eau contenant du fer et du soufre qui ressemblait à du lactosérum.
Une légende raconte que, durant le second siège de Vienne, une jeune femme qui recherchait des baies avec son enfant fut surprise par les soldats turcs et se cacha dans les buissons. Ils virent les empreintes de pas, les remontèrent et trouvèrent dans les buissons des hirondelles couvant. La soldatesque partit, supposant que personne ne pouvait se cacher là sans que les oiseaux ne soient apeurés. La jeune femme décida alors de consacrer à Marie un Bildstock dont on a perdu toute trace.
Le site de l'église actuelle est au XIXe siècle la propriété du grand chef d'entreprise Kothbauer qui possède les carrières de sable de Kaasgraben. Il s'y trouve une petite maison dans laquelle il y a une pietà. Kothbauer la détruit et construit une chapelle où il remet la statue à l'occasion du 200e anniversaire de la légende en 1883. Il fait bâtir aussi un Heuriger, qui devient aussitôt un lieu de vente d'objets de dévotion et de concerts. À cause de son affairisme, on le soupçonne d'avoir inventé la légende. Par ailleurs, les restaurateurs de Grinzing et de Sievering (de) font des menaces. En 1903, le Heuriger cesse son activité.
Stefan Esders, propriétaire de grands magasins, rachète le lieu et détruit la chapelle. Sur un terrain adjacent, il construit une villa et un parc pour sa famille et donne de l'argent pour un sanctuaire approprié. L'église est bâtie par les architectes Gustav Orglmeister (de) et Franz Kupka. Le 26 avril 1909, la première pierre est posée et, environ un an plus tard, l'église est consacrée par l'évêque auxiliaire Godfried Marschall (de). L'archiduc Ferdinand Charles assiste à la cérémonie au nom de l'empereur.
L'église est à la charge des Oblats de Saint François de Sales de 1903 à 1939 quand elle devient paroissiale. En 1985, elle est aussi le siège du gouvernement provincial de cet ordre pour le sud de l'Allemagne et l'Autriche.

## Architecture
L'église est construite dans le style néo-baroque. Les escaliers formant un fer à cheval sont décorés en-dessous de reliefs en pierre symbolisant le chemin de croix par les sculpteurs Franz Abel et Paul Paintl. L'église lumineuse attire l'attention sur le maître-autel avec la pietà baroque. Derrière se trouve un tableau de Rudolf Fuchs. Les statues à l'intérieur représentent François de Sales ainsi que Bernard de Clairvaux, Louis IX et Henri II du Saint-Empire, qui sont les prénoms des frères de Stefan Esders.
Une chapelle moderne rend hommage aux Souabes du Danube déplacés de Yougoslavie et de Hongrie. Une plaque est dédiée à Hans Karl Zeßner-Spitzenberg (de), le premier Autrichien mort au camp de concentration de Dachau.
Stefan Esders est enterré dans l'église. Son tombeau est une Résurrection du Christ par le sculpteur Hans Schwathe (de). La crypte est détruite lors du bombardement du 12 mars 1945 qui détruisit aussi un bâtiment annexe.
L'orgue est l'œuvre de Gerhard Hradetzky et date de 1995.

## Source de la traduction
- (de) Cet article est partiellement ou en totalité issu de l’article de Wikipédia en allemand intitulé « Kaasgrabenkirche » (voir la liste des auteurs).